# У каждого есть секреты
«У ка́ждого есть секре́ты» (кор. 누구나 비밀은 있다) — романтическая комедия, повествующая о том, что «у каждого человека есть свои секреты». Из-за значительного количества сцен сексуального характера, фильм имеет возрастное ограничение: с 18 или 21 года. Сюжет киноленты основан на фильме 2000 года Про Адама. Премьера состоялась 30 июля 2004 года.

## Сюжет
Фильм рассказывает о взаимоотношении полов, о том, что у каждой половинки есть свои секреты. Центральными фигурами картины являются три сестры Хан: Сон-ён (средняя), Миён (младшая) и Джиён (старшая) и парень по имени Сухён. Сухён встречается с певицей Миён, но затем начинает иметь влечение к средней сестре, которая увлечена чтением книг, Сон-ён. Позже он соблазняет и старшую сестру замужнюю Джиён. Картина поставлена таким образом, что сначала показан кратко весь сюжет, а затем дважды идёт углубление сюжетной линии в виде, объяснения секрета о связи Сухёна с Сон-ён и секрета связи Сухёна с Джиён и оба на фоне заявления о свадьбе Сухёна и Миён. Последние кадры фильма заканчиваются фразой главного героя: 
Твой секрет может иметь необратимые последствия... У каждого человека есть свои секреты... Я подарил ей каждой свой секрет и они стали от этого только счастливей.

## Роли исполняли
- Ли Бён Хон — Чхве Сухён
- Чхве Джиу — Хан Сон-ён
- Чху Санми — Хан Джиён
- Ким Хёджин — Хан Миён
- Ённё Сон-у — мама
- Ким Хегон — муж Чиён
- Чон Джэхён — Хан Даи-ёнг
- Тхак Джэхун — Сан-ил
- Чон Босок
- Кон Хёнъин
- О Ёнсу
- Син И

## Критика
Рецензия-опрос веб-сайта Rotten Tomatoes показала, что 55% аудитории, оценив на 3.4 балла из 5, дали положительный отзыв о фильме..